# صناعة خفيفة

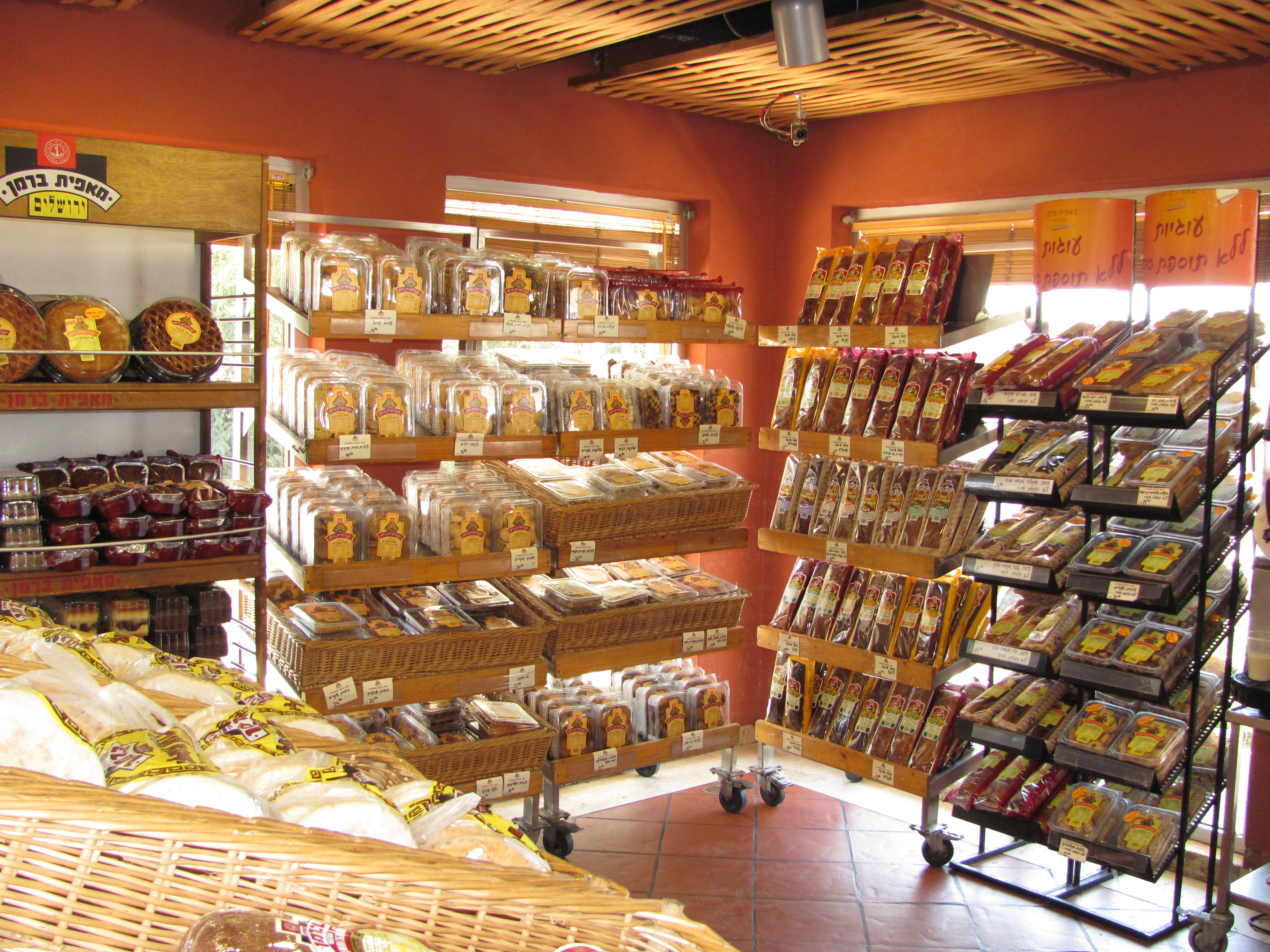
صناعة المخبوزات مثال على الصناعات الخفيفة

الصناعة الخفيفة هي الصناعات التي عادة ما تكون أقل كلفة في رأس المال من الصناعات الثقيلة وهي أكثر توجهاً نحو المستهلك من الصناعات الموجهة نحو الأعمال ، لأنها تنتج عادة سلعًا استهلاكية أصغر. يتم إنتاج معظم منتجات الصناعات الخفيفة للمستخدمين النهائيين وليس كمواد وسيطة لاستخدامها من قبل الصناعات الأخرى. عادة ما يكون لمرافق الصناعات الخفيفة تأثير بيئي أقل من تلك المرتبطة بالصناعات الثقيلة. لهذا السبب من المرجح أن تسمح قوانين تقسيم المناطق بالصناعات الخفيفة بالقرب من المناطق السكنية.
ينص أحد التعريفات على أن الصناعة الخفيفة هي «نشاط صناعي يستخدم كميات معتدلة من المواد المعالجة جزئيًا لإنتاج عناصر ذات قيمة عالية نسبيًا لكل وحدة وزن».
وتشمل الأمثلة للصناعات الخفيفة في صنع الأحذية والملابس والأثاث والإلكترونيات الاستهلاكية والأجهزة الكهربائية المنزلية . على العكس من ذلك، بناء السفن يندرج في إطار الصناعة الثقيلة.